# Взрывы в казармах Типвэл
Взрывы в казармах Типвэл (англ. Thiepval barracks bombing), штаб-квартире контингента Британской армии в Северной Ирландии, — террористический акт, совершённый 7 октября 1996 года боевиками Ирландской республиканской армии с помощью двух заминированных автомобилей. В результате взрыва погиб один солдат, ещё 31 человек был ранен (из них 10 гражданских лиц). Этот теракт ИРА стал вторым крупным с момента выхода 9 февраля 1996 года организации из шедшего в течение полутора лет процесса мирного урегулирования, непосредственно за чем последовал взрыв в Доклендсе.

## Предыстория
Объявленное в 1994 году перемирие между британцами и ирландцами Временная ИРА нарушила 9 февраля 1996, когда взорвала грузовик под мостом около станции Саут Куэй Доклендского метро. В результате взрыва погибли двое человек, многие получили ранения. ИРА пыталась терактами вынудить британское правительство пойти на уступки, но без отрицания мирных переговоров как способа разрешения конфликта и без права на проведение военных операций. Поводов продолжать военную кампанию в Северной Ирландии не было, чтобы не разжигать снова межрелигиозную рознь. Однако серия полицейских операций и арестов боевиков вынудили ирландцев снова взяться за оружие.

## Взрыв
7 октября 1996 два оперативника Временной ИРА пробрались на военную базу по поддельным паспортам, пронеся туда две 800-фунтовые (360-килограммовые) автомобильные бомбы. Их целью являлись казармы в Лисбёрне, недалеко от штаб-квартиры контингента британской армии в Северной Ирландии. Первая бомба сдетонировала около здания туристического агентства, в результате взрыва пострадали множество людей. Когда раненых отправили в военный госпиталь, там же взорвалась вторая бомба: в зону поражения попали как пострадавшие от первого взрыва, так и поспешившие им оказать помощь врачи.  Подрывать госпиталь боевики, однако, не решились.. Промежуток между взрывами составил 12 минут. Всего пострадал 31 человек, из них четверо были в критическом состоянии. Спустя 4 дня от ранений в больнице скончался Джеймс Бродуэлл, британский офицер — он стал первым военным, погибшим в Северной Ирландии с момента заключения перемирия.
Атака была приурочена ко встрече членов Консервативной партии на конференции в Борнмуте и посещению членами Прогрессивной унионистской партии камер в тюрьме Мэйз, где содержались ольстерские лоялисты. ИРА взяла на себя ответственность за взрыв, лично позвонив 8 октября в редакцию телеканала RTÉ в Дублине. По словам боевиков, мишенью их атаки являлись военнослужащие в казармах, а нападать на гражданских строго запрещалось. Согласно одному источнику, расстановка внешних контрольно-пропускных пунктов и видеокамер была неправильная, чем и воспользовались нападавшие. По свидетельству ольстерской полиции, один из нападавших был на вид более 40 лет, темноволосый, с чёрной бородой и в тёмных очках, однако сыщики посчитали приметы на этого человека слишком противоречивыми, которые вводили в заблуждение. Обвинения в итоге предъявили жителю Северного Белфаста.

## Последствия
Лидер Шинн Фейн, Джерри Адамс отказался отвечать на вопрос о причастности ИРА ко взрыву и призвал продолжить переговоры с британским правительством и унионистами, однако предупредил, что взрыв развязал руки всем агрессивным националистам и создал «политический вакуум», который нужно было бы поскорее заполнить результатами переговоров, а не серьёзными происшествиями и последствиями. Премьер-министр Ирландии Джон Братон назвал взрывы циничным предательством мирного урегулирования процесса, которое осуществила ИРА, а лидер Прогрессивной унионистской армии Дэвид Эрвайн обратился к лоялистам с призывом не вершить самосуд и не искать виновных.
В целом атаку признали как сигнал того, что ИРА перестала ожидать прорыва в переговорах до следующих парламентских выборов. Однако Джон Мейджор, премьер-министр Великобритании, заявил, что таким способом ИРА не решились бы расчищать себе дорогу к Парламенту.